# Bob Cameron

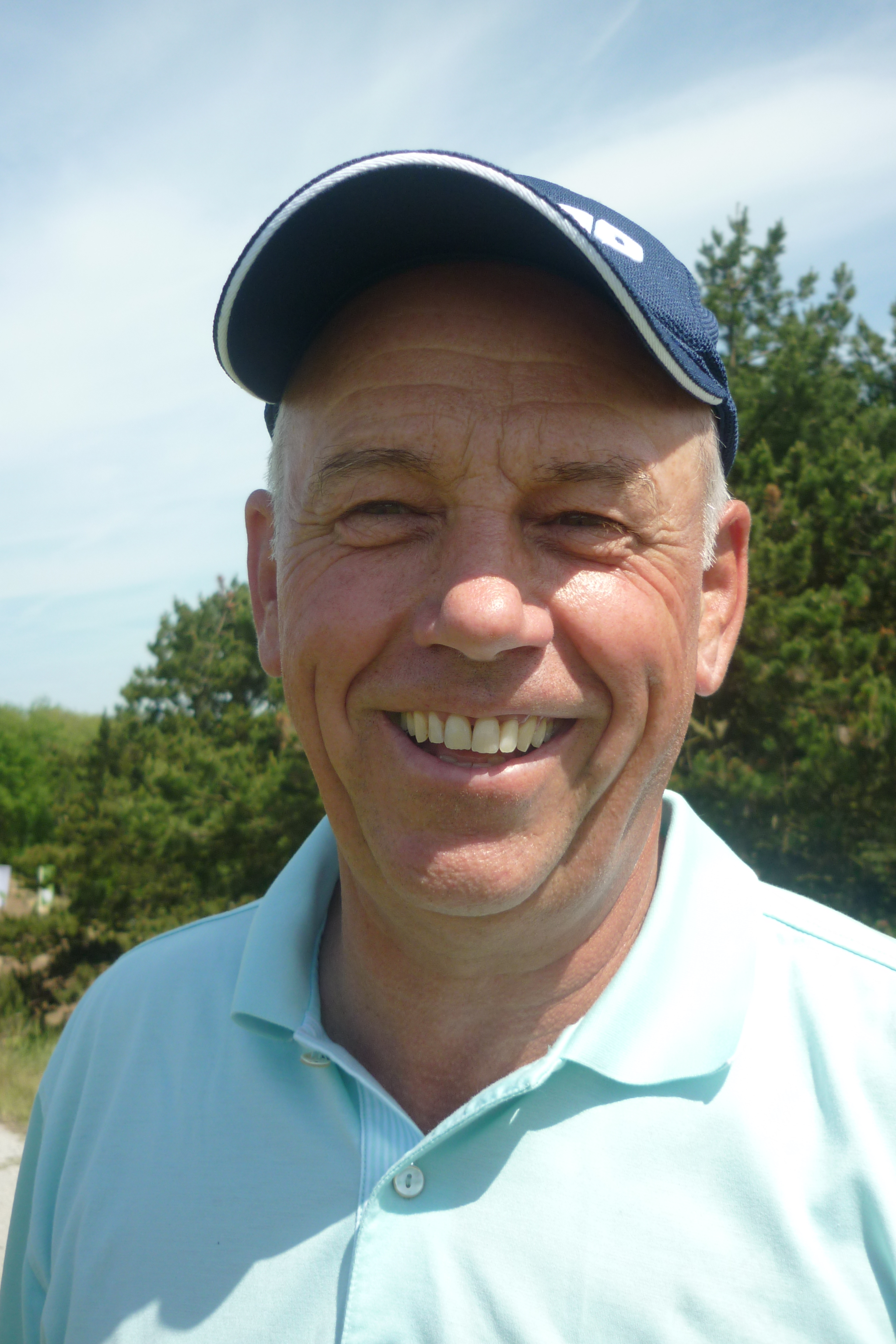
Van Lanschot Open 2010.

Bob Cameron (Sidcup, 16 januari 1953) is een professioneel golfer uit Engeland.
Cameron werd in 1973 professional en heeft op de Europese PGA Tour gespeeld. Zijn grootste verdienste was £ 434 bij de Martini International, die door Ballesteros werd gewonnen.
Sinds 2003 speelt Cameron op de Europese Senior Tour. In 2004 won hij twee toernooien, bij het Sanremo Masters maakte hij een laatste ronde van 63 (-8). Sindsdien heeft hij nog tien top-3-plaatsen behaald. In 2009 werd hij gedeelde tweede op het Schots Senior Open. Hij stond tijden in de top-20. Op 1 juli 2010 had hij ruim € 60.000 verdiend en stond hij vijftiende in de Order of Merit. 
Cameron woont met zijn echtgenote in Sidcup. Ze hebben twee kinderen.

## Gewonnen
- 2004: Sanremo Masters, Open de France Seniors